# Бри су Мата
Бри су Мата (фр. Brie-sous-Matha) насеље је и општина у западној Француској у региону Поату-Шарант, у департману Приморски Шарант која припада префектури Сен Жан д'Анжели.
По подацима из 2011. године у општини је живело 207 становника, а густина насељености је износила 32,86 становника/km². Општина се простире на површини од 6,3 km². Налази се на средњој надморској висини од 48 метара (максималној 73 m, а минималној 21 m).

## Демографија
| 1962. | 1968. | 1975. | 1982. | 1990. | 1999. | 2011. |
| ----- | ----- | ----- | ----- | ----- | ----- | ----- |
| 189   | 229   | 209   | 197   | 178   | 176   | 207   |

График промене броја становника у току последњих година